# Jean Lindekens
Jean Lindekens (* 15. Februar 1948 in Tongern) ist ein ehemaliger belgischer Radrennfahrer und nationaler Meister im Radsport.

## Sportliche Laufbahn
Lindekens war als Bahnradsportler und auf der Straße aktiv. 1966 wurde er belgischer Meister der Junioren im Straßenrennen vor Jean-Pierre Monseré. 1967 und 1968 wurde er Vize-Meister in der Einerverfolgung der Amateure hinter Paul Crapez. 1969 bis 1971 gewann er jeweils Bronze, 1973 wurde er erneut Vize-Meister.
1970 gewann er die nationale Meisterschaft in der Mannschaftsverfolgung gemeinsam mit Gérard Vandereyt, Georges Claes und Roger Loysch. Mit Daniel Goens als Partner siegte er in der nationalen Meisterschaft im Zweier-Mannschaftsfahren 1969, mit Manu Snellinx wurde er Vize-Meister im Tandemrennen.
Als Straßenfahrer gewann er einige Kriterien und Rundstreckenrennen.